# Douglas Arnold
Douglas Norman Arnold (1954) é um matemático estadunidense.
Em 2010 foi eleito fellow da Associação Americana para o Avanço da Ciência. É membro estrangeiro da Academia Norueguesa de Literatura e Ciências. Foi palestrante plenário do Congresso Internacional de Matemáticos em Pequim (2002: Differential Complexes and Numerical Stability). É fellow da American Mathematical Society.